# Iglesia de San Nicolás (Brașov)
La Iglesia de San Nicolás (en rumano: Biserica Sfântu Nicolae) es un templo de la iglesia ortodoxa rumana que data del siglo XIII y que fue construido inicialmente en estilo gótico en la ciudad de Brașov del sureste de la región histórica de Transilvania, en Rumanía. Es una de las iglesias ortodoxas más antiguas del país y un importante centro cultural para los rumanos en Ţara Bârsei. Está documentado que se construyó en el sitio de una cruz de madera que data de 1292. La primera mención de la iglesia de madera original data de 1399,  sobre la iglesia de piedra construida date de entre 1495 y 1519. 
La iglesia es un monumento histórico registrado de Rumania bajo el código LMI BV-II-mA-11589, como parte de un conjunto de monumentos que también incluye la Primera Escuela Rumana. 

## Historia
Aunque varios documentos prueban la existencia de una capilla de madera existente desde el año 1292, la iglesia de San Nicolás fue construida en piedra en 1495 por los habitantes rumanos del poblado, hoy barrio, de Scheii Brașovului, al oeste de la ciudad de Brașov, con el apoyo del príncipe rumano de Valaquia, Neagoe Basarab. La iglesia original se construyó en el lugar de una cruz con tejas de madera que databa de 1292. Fue mencionada por primera vez en una bula papal emitida en 1399 por el papa Bonifacio IX como lugar de culto para los cismáticos. 
La iglesia de San Nicolás fue restaurada durante el período de entreguerras por los habitantes de la ciudad y cuenta sobre sus paredes con frescos realizados por el pintor Mișu Pop. En el siglo XVIII, se construyó un aghiasmatar (lavabo de agua bendita) en memoria de esta iglesia de madera. A partir de 1495, la iglesia fue reconstruida en piedra por los lugareños, con la ayuda del príncipe Vlad Călugărul de Valaquia. La iglesia tenía una nave rectangular y un ábside de cuatro lados. Neagoe Basarab brindó más ayuda alrededor de 1513, y la construcción se terminó en 1519 con el ábside poligonal y tres contrafuertes, más grandes de lo planeado originalmente.En 1584, el príncipe Petru Cercel comenzó la construcción del pórtico de la iglesia, el coro y decoró el altar con iconos. Las obras fueron continuadas por el voivoda moldavo Aron Vodă entre 1595 y 1597, durante el cual se construyó el campanario y se pintó el interior de la iglesia.
La capilla de la torre, dedicada a San Juan Bautista, fue construida en 1651. Entre 1733 y 1734, la capilla norte, dedicada a la Anunciación, fue completada con la ayuda del protopopa Radu Tempea II y la dama Ancuța, hija de Constantino Brancovan. La capilla sur, dedicada a la Ascensión del Señor, fue construida entre 1750 y 1752, con el apoyo de los comerciantes locales. Esta capilla también alberga un iconostasio con motivos brancovenescos. La torre del reloj fue construida en 1751 tras una donación de 13.000 florines de la emperatriz Isabel I de Rusia. Otros obsequios importantes fueron recibidos de Miguel el Valiente, Petru Rareș, Gheorghe Ștefan, así como de muchos feligreses a lo largo de los siglos.
La iglesia y la escuela rumana, construida en 1495, bajo los auspicios de la iglesia en proximidad a esta, constituyeron un importante centro espiritual y cultural para la población rumana de la región, sobre todo, con la venida del diácono Coresi, quien imprimiera aquí los primeros libros en lengua rumanadurante el siglo XVI. Al mismo tiempo, se estableció una escuela de copistas para traducir importantes libros religiosos y culturales al rumano. En el siglo XIX, la iglesia apoyó a la Sociedad Junii Brașoveni y ayudó a financiar el Gimnasio Rumano de Brașov en 1851. La iglesia también estableció numerosas fundaciones para apoyar la vida pública local, como la primera biblioteca pública local .
En el cementerio cercano descansan los restos de importantes personajes de la historia nacional o local como Nicolae Titulescu, el doctor Aurel Popovici, el sacerdote Vasile Saftu o el doctor Ioan Mesota, entre otros.

## Construcción

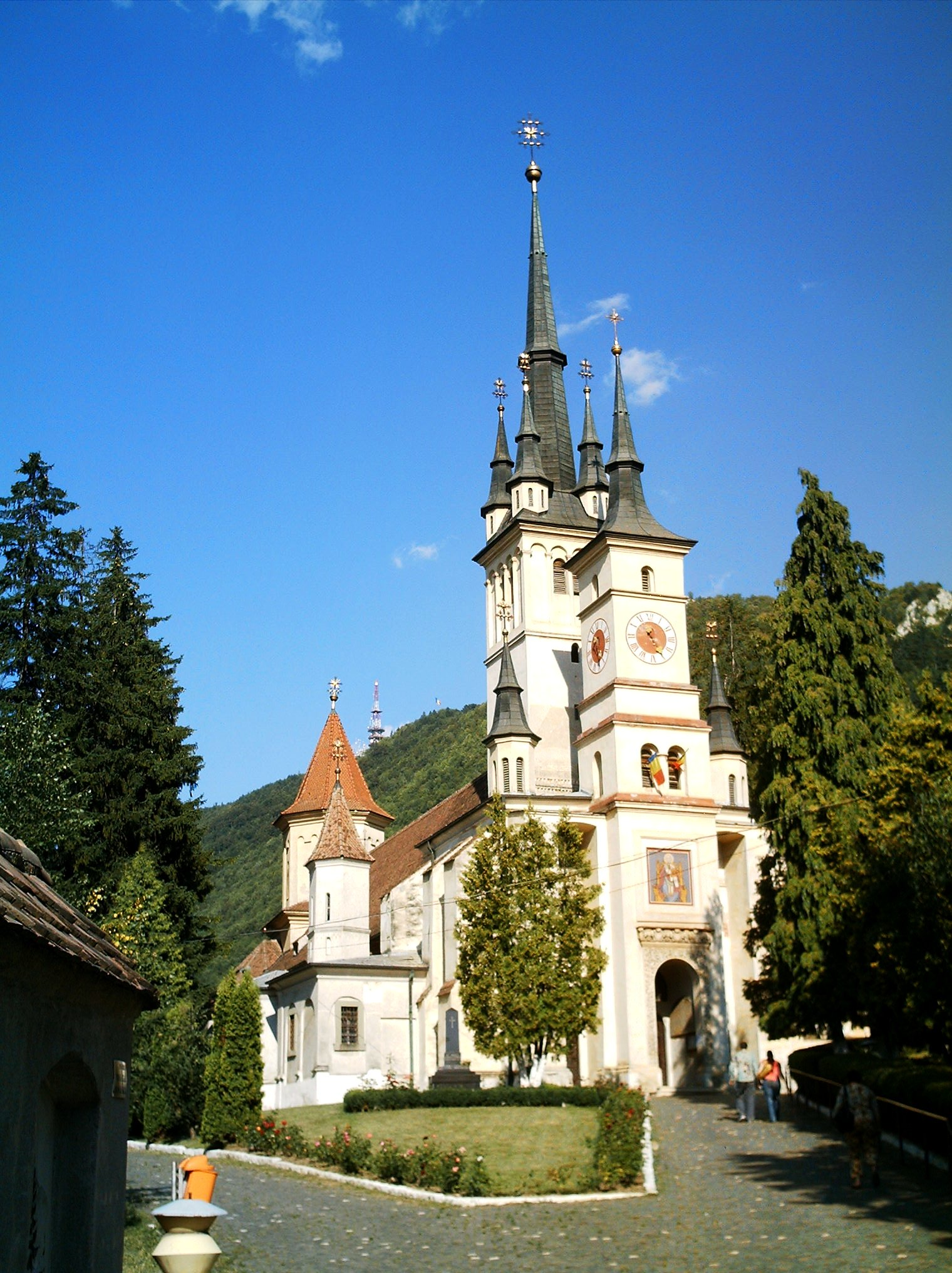
Iglesia de San Nicolás.

Construida inicialmente en estilo gótico, la iglesia sufriría diversas transformaciones en el barroco, Gracias a las donaciones de varios gobernantes de los principados rumanos de Valaquia y Moldavia, la iglesia se vio adornada por una remarcable colección de iconos antiguos. La iglesia está construida en piedra y ladrillo y tiene una nave rectangular con ábside circular en el lado este. El pronaos y el pórtico se encuentran en el lado oeste. Las dos capillas adosadas a la iglesia se encuentran en sus lados norte y sur. La iglesia presenta dos torres en el frente: una torre central más grande, cuyo techo presenta cuatro torretas, y una torre más pequeña sobre la entrada flanqueada por otras dos torretas.

## Pinturas
Las pinturas actuales de la iglesia datan de 1739, como atestigua el protopopa Radu Tempea II. La iglesia fue pintada tanto en el interior como en el exterior. El interior tiene frescos pintados por el famoso muralista Mișu Popp junto con Constantin Lecca en 1849. Costin Petrescu y los estudiantes de la Academia de Bellas Artes también añadieron frescos al interior de la iglesia en el siglo XX: la pared noroeste presenta un mural con la entrada de Miguel el Valiente en Brașov, la pared frontal presenta retratos de cuatro voivodas fundadores y una escena alegórica de la imprenta coresia, la pared sur muestra una escena de la coronación del rey Fernando en Alba Iulia mientras que la pared este tiene un momento festivo con el metropolitano Andrei Șaguna. 
La capilla norte fue pintada entre 1735 y 1738 por los pintores de Craiova Ranite Grigore, su hermano Gheorghe y su hijo Ioan, y Mihaili, quienes retrataron el Apocalipsis de San Juan, el Primer Concilio de Nicea, temas de Déesis y la Resurrección, y el mural La rueda del mundo (que representa la rotación de la Tierra alrededor del Sol realizada por los santos). La capilla sur fue pintada en el siglo XVIII por los pintores Ioan e Iancu, con sus aprendices Constantin e Irimia.